# Abisara celebica
Abisara celebica är en fjärilsart som beskrevs av Johannes Karl Max Röber 1886. Abisara celebica ingår i släktet Abisara och familjen Riodinidae. Inga underarter finns listade i Catalogue of Life.